# Clivus Capitolinus
Il Clivus Capitolinus (clivo Capitolino) è un'antica strada dell'antica Roma che costituiva la principale via d'accesso al Mons Capitolinus: congiungeva il Foro Romano alla sommità del Capitolium, dove sorgeva il tempio di Giove Ottimo Massimo, transitando per la parte del Campidoglio chiamata Inter duos Lucos o anche Asylum, corrispondente alla sella posta fra le due sommità dell'Arx e del Capitolium.
Questa strada era una delle più antiche di Roma ed era di grande importanza in quanto collegava i principali templi ed edifici politici, amministrativi e giudiziari della città, portando, in particolare, al tempio più importante fra quelli repubblicani, dove terminavano i trionfi.

## Descrizione
Il clivo, cioè strada in pendenza, lasciava il foro come prosecuzione della via Sacra, subito dopo l'intersezione tra la via Sacra stessa e il vicus Iugarius, sul quale insisteva lo scomparso arco di Tiberio. Qui si conservano alcuni archi dell'epoca di Silla che lo sostenevano, assieme a una via che se ne diramava.
Passava di fronte al tempio di Saturno e svoltava quindi verso sudovest, costeggiando il tempio di Saturno lungo il fianco occidentale e passando a fianco del portico degli Dei Consenti, che, proseguendo l'ascesa sul colle, aggirava sul lato posteriore dopo una netta svolta a destra. Il lato posteriore del portico svolge la funzione di sostruzione del clivo.
Dopo aver costeggiato l'edificio del Tabularium e il tempio di Veiove, raggiungeva con una pendenza media del 12,5% il luogo detto Asylum o anche Inter duos lucos, dove si dipartiva una diramazione per l'Arx, e di qui svoltava a sinistra per raggiungere la sommità del Capitolium.
Nel 174 a.C. fu costruito un portico che, partendo dal tempio di Saturno saliva al Campidoglio, seguendo il percorso del clivio.
Del tracciato superiore del clivo e della diramazione che conduceva all'arce non rimangono tracce.
È probabile che il clivo raggiungesse le sostruzioni degli edifici del Capitolium dal lato nordorientale, quindi girasse ad angolo retto, costeggiasse con una ripida salita il lato orientale dell'area sacra e vi entrasse dal lato sudorientale.
La Porta Stercoraria non era probabilmente lontana dal tempio di Saturno.
Lungo parte del clivo, probabilmente nel luogo Inter duos lucos, sorgevano anche edifici privati.
| Planimetria del Campidoglio antico |
| --- |
| Area capitolina Arx Forum Romanum Fori Imperiali Velabro Tempio di Giove capitolino Tabularium Tempio di Giunone Moneta Teatro di Marcello Forum Holitorium Tempio di Bellona Tempio di Giove Feretrio Tempio di Veiove Auguraculum Iseum Tempio di Giove Custode (?) Tempio della Concordia (?) Tempio di Giove Conservatore Altare Tensarum Tempio di Giove Tonante Clivus Capitolinus Centus Gradus Porta Pandana Tempio di Giano Tempio di Giunone Sospita Tempio di Spes Tempio di Augusto Asylum Inter duos lucos Vico Giugario Campo di Marte Portico degli Dei Consenti Tempio di Vespasiano Tempio della Concordia Tullianum Clivus Argentarius Tempio di Venere Ericina Tempio di Mens (?) Tempio di Fides (?) Tempio di Ops (?) Arco di Scipione Tempio di Saturno Basilica Giulia |

## Storia
La storia più antica della strada non è nota, in quanto le registrazioni storiche relative ai primi tempi di Roma sono andate distrutte nel corso di saccheggi della città.
Inizialmente era un semplice sentiero, che potrebbe aver fatto parte del percorso originario che portava all'insediamento sabino, percorso poi alterato dall'edificazione del tempio di Saturno nel V secolo a.C.
Gran parte degli edifici presenti lungo il percorso del clivo Capitolino risalivano ad età etrusca.
Al termine dell'età regia, infatti, il percorso tra il foro e il Capitolium fu ampliato e convertito in una strada idonea al transito dei veicoli, assumendo quindi il nome di Clivus Capitolinus.
Nel 174 a.C. i censori Quinto Fulvio Flacco e Aulo Postumio Albino provvidero alla sua pavimentazione, facendo edificare un portico sul suo lato destro, dal tempio di Saturno fino al Capitolium
Nel 190 a.C., Publio Cornelio Scipione eresse un arco decorativo alla sommità del clivo.
Il clivo costituiva l'unico accesso per veicoli al colle. Gli altri accessi erano costituiti da scalinate (come le Centum Gradus e le Gradus Monetae).
Si riportava che, durante il suo trionfo, Giulio Cesare lo avesse percorso in ginocchio per scongiurare un presagio funesto.